# حنا خياط
حنا بهنام خياط وهو أول وزير للصحة في العراق ولهُ برنامجه الصحي المهم الذي ساعد في تطوير الكادر الصحي وألف الكثير من الكتب والنشرات التي ساهمت في نشر الوعي الصحي في معاهد الصحة العراقية.
ولد حنا خياط في مدينة الموصل 1884م، ونشأ وتربى بها وبعد تلقيهِ العلوم المدرسية، تطلع نحو تحصيل العلوم في الخارج، حيث حصل على شهادة بكالوريوس في العلوم والآداب من الجامعة الفرنسية في بيروت سنة 1903م، كما حصل على درجة الدبلوم في الطب من جامعتي باريس وإسطنبول سنة 1908م وانتخب عضواً في الجمعية الطبية والجراحية في بروكسل. وحينما عاد إلى الموصل انتخب أثناء الحرب العالمية الأولى نائب رئيس جمعية الهلال الأحمر في المدينة، وشغل منصب رئيس المستشفيات الملكية فيها خلال الفترة 1914-1919. وبين سنتي (1918-1920م) عين طبيباً في مدينة الموصل. وانتمى إلى النادي العلمي فيها،وشارك بنشاطات فعالة ،وبخاصة في محاضراته التي ألقاها على الأعضاء.
وبعد تأسيس الحكم الوطني شغل منصب وزير الصحة سنة 1922م، ويعد أول وزير للصحة في العراق، كما تولى رئاسة مديرية الصحة العامة للفترة (1922-1931)، فضلاً عن ممارسته منذ سنة 1926م تدريس الطب العربي في كليتي الحقوق والطب في بغداد وفي سنة 1931 م عين مديراً عاماً للخارجية ثم مفتشاً عاماً للصحة سنة 1933م.ومديراً للمستشفى الملكي وعميداً للكلية الطبية الملكية سنة 1934م. وهو طبيب ماهر ومؤلف وكاتب متميز لهُ آثار طبية وكتابات في علم الاجتماع، وهو مؤرخ وباحث علمي وله معرفة واسعة في اللغات الأجنبية.
ويعد حنا خياط واحداً من المثقفين المستنيرين الذين امتلكوا فكراً إصلاحياً للحياة والمجتمع، وقد كان لتخصصه في الطب وثقافته الواسعة في أحوال المجتمع الدور البالغ في تطور الأمور الطبية بمدينة الموصل أثناء توليه منصب رئاسة المستشفيات الملكية، ويتضح ذلك فيما أعده من خطط إصلاحية لرفع كفاءة الجهاز الطبي فيها.
كذلك من خلال أوامره حينما نصب وزيراً للصحة في العراق، فضلاً عن مساهماته في حملات التوعية الصحية بما نشره في الصحف من مقالات صحفية رصينة تهدف إلى النهوض بالواقع الصحي للبلد. ففي تقرير إجمالي عن الأحوال الصحية في الموصل منذ الاحتلال البريطاني لها حتى شهر سبتمبر 1919م، تحدث حنا خياط عن الإهمال في مرافق المدينة أثناء فترة الدولة العثمانية وعزا أسباب التخلف الصحي إلى إهمال السلطة في الوقت الذي كانت السلطة تعزو القصور في هذا الشأن إلى الأهالي ناكرين عليهم استعدادهم للترقي الصحي، وأردف خياط قائلاً : إن الأسباب كلها عن الرجال الذين كانت بيدهم أزمة الإدارة وقد رجحوا منفعتهم على مصلحة الرعية، فان التثبت الذي كان يقع من دائرة الصحة إلى البلدية بشان التنظيفات كان يتخذ وسيلة لقضاء منافع شخصية. وكان يصرف المبلغ المخصص للتنظيف، ولقد توفي في يوم 30 نيسان 1959م في بغداد وكتب مذكرات عن حياته بكتاب إسمه الأيام تتكلم. وقد كتبت عنه رسالة ماجستير في جامعة الانبار كلية الآداب تحت عنوان حنا بهنام خياط ودوره الاجتماعي والسياسي في العراق للأستاذ ستار خالد جاسم الدليمي

## المناصب
- نائب رئيس جمعية الهلال الأحمر في الموصل (1910-1919)
- وزير الصحة 1921-1922
- مدير عام الصحة العامة 1922-1931
- مستشار الملك فيصل 1925
- عميد الكلية الطبية الملكية العامة 1934-1936
- نائب مجلس الأعيان عن الموصل (1943-1946)
- نائب مجلس الأعيان عن الموصل (1950-1952)